# Rättlax
Rättlax (finska: Rettlahti) är en by i Nummis i Lojo i det finländska landskapet Nyland. Byn är belägen vid sjön Hiidenvesi. I Rättlax finns två fornlämningar. Den ena är en stenåldersboplats medan den andra är en byplats från medeltiden.